# Теорема Салливана об отсутствии блуждающих компонент
Теорема Салливана об отсутствии блуждающих компонент множества Фату — доказанная Д. Салливаном в 1985 году теорема голоморфной динамики, утверждающая, что всякая компонента связности множества Фату предпериодична.